# Ли Даинь
Ли Даинь (род. 12 февраля 1998 года) — китайский тяжелоатлет, чемпион мира 2022 года, призёр чемпионатов мира. Чемпион Азии 2019 и 2023 годов.

## Карьера
В начале ноября 2018 года на чемпионате мира в Ашхабаде, китайский спортсмен, в весовой категории до 81 кг, завоевал бронзовую медаль мирового первенства, сумев взять общий вес 372 кг. Выполняя упражнение рывок он поднял штангу весом 168 кг и завоевал малую бронзовую медаль. Фурор же этот китайский спортсмен произвёл во втором упражнение толчок, когда сумел зафиксировать результат весом 204 кг.
На предолимпийском чемпионате мира 2019 года, который проходил в Таиланде, китайский спортсмен завоевал серебряную медаль в весовой категории до 81 кг. Общий вес на штанге 377 кг. В упражнении рывок он стал вторым (171 кг), в толкании стал обладателем малой серебряной медали (206 кг).
На чемпионате мира 2022 года в Боготе, в Колумбии в категории до 81 кг завоевал чемпионский титул по сумме двух упражнений с результатом 372 кг, также в его копилке малая золотая медаль в рывке и малая серебряная медаль в толчке.
В Саудовской Аравии, где состоялся Чемпионат мира по тяжёлой атлетике 2023 года, китайский спортсмен в категории до 89 кг завоевал серебряную медаль чемпионата мира с результатом 383 кг по сумме двух упражнений. Малая серебряная медаль в толчке также досталась ему. В категориях 81 и 89 установил 5 рекордов Мира.